# Jardín botánico de Sancti Spiritus
El Jardín Botánico de Sancti Spíritus es un jardín botánico de unas 73,4 hectáreas de extensión en la provincia cubana de Sancti Spíritus.
El código de identificación del Jardín Botánico de Sancti Spíritus en el "Botanic Gardens Conservation International" (BGCI) es SSPIR.

## Localización
Jardín Botánico Sancti Spíritus Apartado (52), Zona Postal 2, Sancti Spíritus, Provincia de Sancti Spíritus CP 60200, Cuba.
Planos y vistas satelitales.22°00′00.00″N 79°15′00.00″O / 22.0000000, -79.2500000

## Historia
Fue creado en 1983

## Colecciones
De las 97 hectáreas del Jardín Botánico de Sancti Spíritus, siete de ellas son de bosque natural preservado. 
El jardín botánico alberga a más de dos mil especies de plantas, que representan a 670 géneros y 125 familias, encontrándose agrupadas como:
- Plantas endémicas de la región de Sancti Spíritus.
- Palmetum colección de palmas con una nutrida representación de las especies cubanas destacando la Copernicia,
- Plantas ornamentales,
- Plantas medicinales, donde se encuentran las plantas de la farmacopea cubana.
- Plantas representativas del bosque en galería cubano
- Plantas de interés económico
- Árboles frutales.